# Better Days
Better Days (xinès simplificat: 少年的你, pinyin: Shàonián dě nǐ) és una pel·lícula hongkonesa-xinesa de 2019 dirigida per Derek Tsang. La pel·lícula és una adaptació de la popular novel·la Shǎo nián dí nǐ, rú cǐ měi lì de l'autor Jiu Yuexi. Tracta de les vides d'una alumna víctima de l'assetjament escolar i d'un jove criminal. El film va guanyar múltiples premis de festival asiàtics i fou nominat als premis Oscar de 2020 a la categoria de millor pel·lícula internacional. S'ha subtitulat al català.